# Liste der Kulturdenkmäler in Selzen
In der Liste der Kulturdenkmäler in Selzen sind alle Kulturdenkmäler der rheinland-pfälzischen Ortsgemeinde Selzen aufgeführt. Grundlage ist die Denkmalliste des Landes Rheinland-Pfalz (Stand: 3. April 2024).

## Einzeldenkmäler
| Bezeichnung                             | Lage                                                      | Baujahr                                       | Beschreibung | Bild                           |
| --------------------------------------- | --------------------------------------------------------- | --------------------------------------------- | --- | ------------------------------ |
| Domhof                                  | Domhofstraße 7 Lage                                       | 1772                                          | Zehnthof des Wormser Domstiftes; Hofanlage, Toranlage bezeichnet 1772; eingeschossiger barocker Putzbau, um 1890 erweitert und überformt, Kellerabgang bezeichnet 1745; Erweiterungen 1903/04; Zehntscheune mit gotischem (?) Schildgiebel, frühes 18. Jahrhundert; Landschaftsgarten um 1890/1900, Pavillon um 1900 | weitere Bilder Fotos hochladen |
| Selzübergang                            | Eichgasse, bei Nr. 8 Lage                                 | 1617                                          | Fragmente eines Selzübergangs; drei Sandsteinplatten, bezeichnet 1617 | weitere Bilder Fotos hochladen |
| Katholische Kirche Mariä Geburt         | Friedhofstraße 7 Lage                                     | 1876                                          | neugotischer Backsteinbau, bezeichnet 1876, Architekt Joseph H. A. Lucas, Mainz; mit Ausstattung | Fotos hochladen                |
| Hofanlage                               | Gaustraße 6 Lage                                          | um 1906                                       | Hakenhof; spätgründerzeitlicher Backsteinbau, um 1906, barocke Querscheune, dreischiffiger säulengestützer Viehstall bezeichnet 1864; straßenbildprägend | weitere Bilder Fotos hochladen |
| Weingut „Altbürgermeister Binzel Erben“ | Gaustraße 15 Lage                                         | 17. bis 19. Jahrhundert                       | Vierseithof, 17. bis 19. Jahrhundert; Krüppelwalmdachbau, teilweise Zierfachwerk (verputzt), wohl aus dem 17. Jahrhundert; Wohn- und Wirtschaftsgebäude, bezeichnet 1880, weitere Nebengebäude; straßenbildprägend | weitere Bilder Fotos hochladen |
| Hofanlage                               | Gaustraße 20 Lage                                         | 1860                                          | spätklassizistischer Dreiseithof, 1860, entsprechend den Musterplänen für das ländliche Bauen in Rheinhessen | weitere Bilder Fotos hochladen |
| Selzer Mühle                            | Gaustraße 69/71/73/75 Lage                                | 17. bis 19. Jahrhundert                       | Dreiseithof, 17. bis 19. Jahrhundert; spätklassizistischer Walmdachbau, bezeichnet 1844; mehrere Nebengebäude, Nr. 75 am Kellerabgang bezeichnet 1614, dreischiffiger säulengestützter Gewölbestall, um 1860 | Fotos hochladen                |
| Grabmäler                               | Hinter der Mühl, auf dem Friedhof Lage                    | erste Hälfte des 20. Jahrhunderts             | Friedhof um 1898 angelegt: - Grabmal Brüder Karl und Johann Seemann (beide 1915 gefallen): Schauwand mit Relief des segnenden Christus mit Soldaten und sterbendem Kameraden - Ruhestätte Familie Martin Ludwig Binzel († 1948), anlässlich des Kriegstodes seines Sohnes Karl (beigesetzt 1918): Schauwand mit Flachrelief (Stahlhelm, Eichenlaub) und Bronzerelief des segnenden Christus - Ruhestätte Familie Jakob Wilhelm Kappesser, für den 1915 gefallenen Sohn Willi: Pilasterädikula mit Tympanonrelief - Ruhestätte der Familie Johann Adam Kissinger († 1936), anlässlich des Todes der Söhne Reinhard und Ludwig in Feldlazaretten († 1915 bzw. 1918): durch dorische Säulchen gegliederte Schauwand | weitere Bilder Fotos hochladen |
| Kriegerdenkmal                          | Kaiserstraße Lage                                         | 1875                                          | Kriegerdenkmal 1870/71; über dreistufigem Unterbau reliefiertes Postament, bezeichnet 1875, Obelisk mit Relieftondo und bekrönendem Bronze-Adler | Fotos hochladen                |
| Gasthaus „Darmstädter Hof“              | Kaiserstraße 4 Lage                                       | Mitte des 19. Jahrhunderts                    | Walmdachbau, Mitte des 19. Jahrhunderts, Torbogen bezeichnet 1595, Scheune teilweise Fachwerk, bezeichnet 1864, tonnengewölbter Weinkeller; straßenbildprägend | Fotos hochladen                |
| Hofanlage                               | Kaiserstraße 12 Lage                                      | 18. Jahrhundert                               | Hakenhof; eineinhalbgeschossiges Fachwerkhaus mit Kniestock, 18. Jahrhundert, Anfang des 19. Jahrhunderts teilweise massiv erneuert, Querscheune, wohl aus der Mitte des 18. Jahrhunderts, Ziehbrunnen | Fotos hochladen                |
| Schulhaus                               | Kaiserstraße 17 Lage                                      | 1894                                          | spätgründerzeitlicher Gelbklinkerbau, Pyramidendach, 1894, gleichartig gestaltetes Toiletten- und Stallgebäude, Einfriedung | Fotos hochladen                |
| Weingut Kapellenhof                     | Kapellenstraße 18 Lage                                    | 1901                                          | repräsentativer Vierseithof; villenartiges späthistoristisches Wohnhaus, bezeichnet 1901, Architekt Wilhelm Hahn, Mainz, Querscheune, späteres 19. Jahrhundert, barocke Mansarddachscheune; Grenzstein, bezeichnet 1721 (Kurpfalzwappen); parkartiger Garten mit Einfriedung, um 1900, tonnengewölbter Erdkeller, Grenzstein 16. oder 17. Jahrhundert; straßenbildprägend | Fotos hochladen                |
| Toranlage                               | Käsgasse, an Nr. 4 Lage                                   | 1742                                          | zweiteilige barocke Hoftoranlage, bezeichnet 1742 | Fotos hochladen                |
| Evangelischer Pfarrhof                  | Kirchstraße 1 Lage                                        | 18. Jahrhundert                               | spätbarocker Krüppelwalmdachbau, 18. Jahrhundert, im Kern eventuell spätmittelalterlich, tonnengewölbter Keller; barocke Remise; straßenbildprägend | Fotos hochladen                |
| Evangelische Pfarrkirche                | Kirchstraße 13 Lage                                       | um 1200                                       | im Kern romanischer Turm, wohl um 1200, spätgotischer Umbau 1572, spätbarocker Saalbau, 1740/41 | Fotos hochladen                |
| Alter Friedhof                          | Kirchstraße, bei Nr. 13 Lage                              | zweite Hälfte des 19. Jahrhunderts            | jetzt parkartig angelegt - Leichenhalle, bescheidener Bruchsteinbau, um 1900; darin prächtiger Totenwagen, 1911 - Grabmal Familie Georg Kessel II: pfeilerförmig mit gotisierendem Dekor, um 1840/50 - Grabmal Eheleute Heinrich Wilhelm Dilg († 1857): spätklassizistische Rundbogenstele mit Blütenkranz - Grabmal Familie Baltz: neugotischer Pfeiler mit vier Giebeln, um 1860/70 - Grabmal Familie Martin Binzel: neugotischer Pfeiler, um 1870 - anonymes Grabmal: reiche Stele mit Nischenrelief, um 1870 - Grabmal Familie Georg Kessel III († 1860): Sandsteinpfeiler mit Blendmaßwerk - anonymes Grabmal Sandsteinobelisk, zweite Hälfte des 19. Jahrhunderts - Grabmal Eheleute Georg Michael Binzel I († 1891): sich pyramidenartig verjüngender Pfeiler mit Urnenbekrönung - Grabmal Familie Adam Kessel († 1921): neuklassizistischer Säulenbaldachin | weitere Bilder Fotos hochladen |
| Hofanlage                               | Oppenheimer Straße 7 Lage                                 | drittes Viertel des 19. Jahrhunderts          | Vierseithof; im Kern spätklassizistisches Wohnhaus, wohl aus dem dritten Viertel des 19. Jahrhunderts, mehrfach umgebaut, Ökonomie mit Fachwerkgiebeln, tonnengewölbter Keller bezeichnet 1818, dreischiffiger säulengestützter Gewölbestall, um 1860, Scheune bezeichnet 1768; straßenbildprägend | weitere Bilder Fotos hochladen |
| Wohnhaus                                | Weyerstraße 8 Lage                                        | Ende des 17. oder Anfang des 18. Jahrhunderts | barockes Wohnhaus, teilweise Sichtfachwerk, Ende des 17. oder Anfang des 18. Jahrhunderts | Fotos hochladen                |
| Grenzstein                              | nördlich des Ortes; Flur Am Heidnischen Rechklauer Lage   | 1702                                          | Kalksteinstele mit Sickinger Wappen, bezeichnet 1702 (?); einer von sieben in regelmäßiger Anordnung um den Menhir von Selzen gruppierten Grenzsteinen | weitere Bilder Fotos hochladen |
| Wasserbehälter                          | östlich des Ortes; Flur Auf den hinteren Breitäckern Lage | 1909                                          | Walmdachbau, Polygonalmauerwerk, bezeichnet 1909, Kulturinspektion Mainz | weitere Bilder Fotos hochladen |